# Sanatorium Martel de Janville
Le sanatorium Martel de Janville est le dernier établissement construit par les architectes Pol Abraham (1891-1966) et Henry Jacques Le Même (1897-1997)  pour l'Association des villages sanatoriums de haute altitude (AVSHA) au Plateau d'Assy sur la commune de Passy en Haute-Savoie.

## Histoire
Commandé par le Ministère de la Guerre en 1932 à la suite d'un don de la comtesse de Martel, le bâtiment est inauguré cinq ans plus tard, en septembre 1937, après de nombreuses interruptions de chantier dues à des difficultés financières et politiques. Emblématique de l'architecture sanatoriale française de l'entre-deux-guerres, ce sanatorium capitalise les recherches menées par Abraham et Le Même dans ce domaine depuis la fin des années 1920 et intègre les innovations développées auparavant pour le sanatorium de Plaine-Joux (1928, non réalisé), le sanatorium du Roc-des-Fiz (1929) et le sanatorium de Guébriant (1931),.

### Accident d'hélicoptère du 4 décembre 1943
Le samedi 4 décembre 1943, un hélicoptère militaire allemand Focke-Achgelis Fa 223 Drachen, no 12 et immatriculé DM+SP, s'écrase à proximité du sanatorium vers 13 h 45. Les deux membres d'équipage de l'appareil, l’Oberleutnant Brennecke et son assistant meurent dans le crash qui résulterait de la rupture d’une biellette de commande de pas du rotor. 
La présence de cet appareil dans la région demeure sujet à interprétation. Certains témoignages suggèrent que l'appareil était en route pour porter secours à une colonne de jeunes alpinistes appartenant aux Chantiers de la jeunesse française qui aurait disparu dans une coulée de neige ou d’avalanche vers le mont Blanc. Une seconde hypothèse, jugée plus pertinente par certains auteurs, considère que l'appareil se rendait à la soufflerie du Mont-Lachat pour y acheminer un propulseur de V2 qui connaissait alors des difficultés de fonctionnement en altitude. L’épave aurait ensuite été récupérée par les Allemands au printemps 1944 puis emmenée à l'aéroport de Lyon-Bron où elle aurait été aperçue avant de disparaitre avant la fin de la guerre.

## Le bâtiment
La concentration maximale de tous les services au sein d’un bâtiment unique en font un modèle d'architecture sanatoriale qui sera diffusé en France et en Europe jusque dans les années 1950. Considéré à l’époque comme un établissement de pointe, il disposait de 170 chambres individuelles et accueillait en priorité des officiers et sous-officiers issus de différents corps de l'armée atteints de tuberculose pulmonaire. Les chambres individuelles de cure, dont le mobilier fut conçu par Jean Prouvé et Jules Leleu, firent l'objet d'un soin particulier de la part des architectes. Les trois ailes du bâtiment se développent autour d’un axe double articulé sur deux entrées semi-circulaires et surmonté d'une sculpturale cheminée conique. L'originalité et l'intérêt architectural de l’édifice doit également beaucoup au contraste créé par l’opposition entre formes rectilignes et formes courbes.
La reconversion administrative réalisée à la fin des années 1970 le priva d’une partie de ses lits, ce qui inaugura une période de sous-utilisation chronique du bâtiment. Devenu « Centre médical Martel de Janville », le bâtiment n’a plus accueilli, les dernières années de son exploitation médicale, que des personnes âgées ou convalescentes. L’abandon de toute activité médicale dans le bâtiment, pour des raisons techniques et d’éloignement, a été effectué en mai 2006 date à laquelle l’ancien sanatorium Martel de Janville a été désaffecté jusqu'en 2013. Reconverti en logements, le bâtiment est repeint en orange, comme à son origine dans les années 1930. Le sanatorium, ainsi que son parc, ont été inscrits au titre des monuments historiques en 2008.

## Architecture sanitaire, architecture alpine
Le sanatorium Martel de Janville est l'un des meilleurs témoins de l'évolution de l'architecture sanatoriale, et plus largement hospitalière, initiée avant la Seconde Guerre mondiale et qui conduira, à partir des années 1950, à la réalisation des ensembles hospitaliers modernes. Plus que la concentration de toutes les fonctions au sein d'un bâtiment unique, c'est l'empilement systématique des niveaux de chambres et l'utilisation d'un « plateau médical » - quoique encore embryonnaire à Martel de Janville - qui méritent d'être relevés. Au modèle horizontal qui préside au fonctionnement du sanatorium depuis ses origines dans les années 1860 en Allemagne, tend à se substituer un modèle vertical lié à la rationalisation des dispositifs de soins, qui préfigure l'hôpital moderne organisé en « services » distincts indifféremment superposés les uns aux autres. La notion d'horizontalité attachée au sanatorium, si fortement ancrée dans l'imaginaire collectif et qui, par métaphore, met en écho l'horizontalité des galeries filantes et celle du corps étendu pour la cure d'air, a forgé l'esthétique de ces établissements, notamment pendant l'entre-deux-guerres lorsque les architectes, à grand renfort de galeries en porte-à-faux, d'allèges et d'auvents suspendus, en ont fait un élément constitutif de la culture sanatoriale. Répondant à des exigences fonctionnelles mais aussi disciplinaires, les longues galeries collectives de cure, inlassablement parcourues par les infirmières, garantissaient en effet le contrôle social et médical des malades étendus au grand air. Au contraire, l'unité thérapeutique individuelle définie comme « cellule de cure » et dissociant la chambre de son balcon, esquissée par Abraham et Le Même dès 1928 dans le projet du sanatorium de Plaine-Joux, devient à Martel de Janville le module constitutif d'une grille de façade homogène dans ses deux directions et permettant, contrairement au modèle à gradins, un empilement sans restriction des niveaux. Chaque patient dispose désormais d'une unité de soin parfaitement définie dont les caractéristiques climatiques peuvent être modulées en fonction du bénéfice thérapeutique escompté dans la cure antituberculeuse.